# Acanthops
Genre
Acanthops est un genre d'insectes de l'ordre des Mantodea, de la famille des Acanthopidae, de la sous-famille des Acanthopinae et de la tribu des Acanthopini.

## Dénomination
- Ce genre a été décrit par l'entomologiste français Jean Guillaume Audinet-Serville en 1831[1] sous le nom d'Acanthops.
- L'espèce type est Acanthops fuscifolia (Olivier)

### Synonymie
- Plesiacanthops (Chopard, 1913)

## Taxinomie
Liste  des espèces
- Acanthops  bidens (Hebard, 1922)
- Acanthops  boliviana  (Chopard, 1916)
- Acanthops  brunneri  (Saussure, 1871)
- Acanthops  centralis  (Lombardo & Ippolito, 2004)
- Acanthops  contorta  (Gerstaecker, 1889)
- Acanthops  elegans  (Lombardo & Ippolito, 2004)
- Acanthops  erosa  (Serville, 1839)
- Acanthops  erosula  (Stal, 1877)
- Acanthops  falcata  (Stal, 1877)
- Acanthops  falcataria  (Goeze, 1778)
- Acanthops  fuscifolia  (Olivier, 1792)
- Acanthops  godmani  (Saussure & Zehntner, 1894)
- Acanthops  occidentalis  (Lombardo & Ippolito, 2004)
- Acanthops  onorei   (Lombardo & Ippolito, 2004)
- Acanthops  parafalcata  (Lombardo & Ippolito, 2004)
- Acanthops  parva  (Beier, 1941)
- Acanthops  royi  (Lombardo & Ippolito, 2004)
- Acanthops  soukana  (Roy, 2002)
- Acanthops  tuberculata  (Saussure, 1870)